# 南门外街道
南门外街道，是中华人民共和国内蒙古自治区包头市东河区下辖的一个乡镇级行政单位。

## 行政区划
南门外街道下辖以下地区：
东官房社区、夏日花园社区、盛世社区、宁鹿水岸社区、薛家营子社区、鹿王社区和正北社区。